# Jonathan Donais
Jonathan Donais, född 5 april 1979 i Northampton, Massachusetts är en amerikansk gitarrist som spelar i metalbanden Anthrax och Shadows Fall. Han spelade även i metalcorebandet Aftershock åren 1993-1996. I Anthrax efterträdde han gitarristen Rob Caggiano då denne lämnade bandet 2013 och första albumet Donais medverkde på var 2016 års For All Kings.

## Diskografi
Donais har medverkat som gitarrist på följande album.

### Med Aftershock
- 1997 – Letters

### Med Shadows Fall
- 1997 – Somber Eyes to the Sky
- 2000 – Of One Blood
- 2002 – The Art of Balance
- 2004 – The War Within
- 2007 – Threads of Life
- 2009 – Retribution
- 2012 – Fire from the Sky

### Med Anthrax
- 2016 – For All Kings